# لاري لاك
لاري لاك هو منتج أسطوانات وملحن كندي، ولد في 2 يوليو 1943 في Greenville, Pennsylvania ‏ في الولايات المتحدة، وتوفي في 17 سبتمبر 2013.

## وصلات خارجية
- لاري لاك على موقع ميوزك برينز (الإنجليزية)
- لاري لاك على موقع ديسكوغز (الإنجليزية)